# Вільям Корсаро
Вільям Арнольд Корсаро (англ. William Arnold Corsaro; нар. 1948, США) — американський соціолог, один із засновників соціології дитинства та міждисциплінарної галузі студій дитинства. Запропонував концепцію «інтерпретативної репродукції», що описує, як діти активно переосмислюють культурні сценарії в середовищі однолітків. Понад сорок років працював в Індіанському університеті, де очолював кафедру соціології та обіймав іменну професуру Robert H. Shaffer Class of 1967.

## Біографія
Корсаро здобув ступінь бакалавра соціології з відзнакою в Індіанському університеті (1970) та PhD у Університеті Північної Кароліни (1974). З 1975 року викладав у Блумінгтоні: професор (1986), завідувач кафедри (1990—1994), професор-емерит із 2013 року.

## Науковий внесок
У монографії Friendship and Peer Culture in the Early Years (1985) учений уперше окреслив поняття interpretive reproduction — процес, коли діти творчо трансформують дорослу культуру під час взаємодії в колективі однолітків. Завдяки польовим дослідженням у дитсадках США, Італії та Норвегії він емпірично обґрунтував ідею, що діти — «активні агенти культури», а не лише об'єкти соціалізації.
Його підручник The Sociology of Childhood (1997; 6-те вид. 2023) систематизував здобутки відносно нової дисципліни і став основою вивчення студій дитинства.

## Вибрані публікації
- Friendship and Peer Culture in the Early Years. Ablex, 1985.
- The Sociology of Childhood. Pine Forge/SAGE, 1997—2023.
- We're Friends, Right?: Inside Kids' Culture. Joseph Henry Press, 2003.
- (з L. Molinari) I Compagni: Understanding Children's Transition from Preschool to Elementary School. Teachers College Press, 2005.
- (співред.) The Palgrave Handbook of Childhood Studies. Palgrave Macmillan, 2009.

## Нагороди
- Edwin Sutherland Teaching Award, ІУ (1980, 1986).[3]
- President's Award for Distinguished Teaching, ІУ (1988).[6]
- Fulbright Senior Research Fellow (Італія 1983–84) та Fulbright Specialist (Норвегія 2003).[2]
- Distinguished Career Award, секція Children & Youth, ASA (2013).

## Студії дитинства
Корсаро відіграв ключову роль у формуванні студій дитинства — міждисциплінарного напряму, що об'єднує соціологів, антропологів, психологів і педагогів у вивченні дитячого досвіду. Його емпірична розробка дитячих культур допомогла закріпити уявлення про дитинство як історично та соціально змінну категорію.

## Особисте життя
Після виходу на пенсію дослідник мешкає у штаті Аризона, займається науковим рецензуванням і консультуванням.